# Кортизол
Кортизо́л (лат. cortex(кора)→лат. cortisolum) — природний глюкокортикоїдний гормон, що виробляється корою наднирників. Кортизол синтезується організмом з холестерину, що надходить в організм у складі ліпопротеїдів низької щільності (ЛПНЩ) або синтезується в клітинах з ацетил-коензимуА. Секрецію кортизолу регулює адренокортикотропний гормон, виділення якого регулює відповідно кортиколіберин, що виробляється в гіпоталамусі. Виділення в кров кортизолу підпорядковане циркадному ритму — найбільша кількість гормону вивільняється зранку і поступово знижується впродовж дня.
При використанні як лікувального засобу — знаний як гідрокортизон.

## Фармакодинаміка
Після проходження через клітинну мембрану, кортизол зв'язується зі специфічним стероїдним рецептором у цитоплазмі клітини, і цей активований комплекс проникає у ядро клітини, з'єднується з ДНК та стимулює синтез іРНК, внаслідок чого на рибосомах синтезуються різноманітні регуляторні білки. Однією із найважливіших сполук, що синтезується за участю кортизолу, є ліпокортин, що інгібує фермент фосфоліпазу А2, що приводить до пригнічення синтезу простагландинів та лейкотрієнів, що беруть участь у розвитку запальних реакцій. Максимальний ефект кортизолу досягається через декілька годин після досягнення його максимальної концентрації в крові.
Фермент 11-бета-гідроксистероїддегідрогеназа перетворює кортизол на кортизон в нирках, знижуючи його активність.

## Біологічна дія
Кортизол, як і інші глюкокортикоїдні гормони, прямо або опосередковано регулює практично усі фізіологічні та біохімічні процеси в організмі. Основним ефектом дії кортизолу є регуляція вуглеводного обміну. Кортизол стимулює синтез глюкози в печінці, зменшує проникність мембран для глюкози, гальмує використання глюкози в клітинах інших органів, стимулює вивільнення амінокислот із периферичних тканин (переважно м'язової та лімфоїдної), що призводить до катаболізму білків. Кортизол стимулює синтез ліпідів у печінці та розпад ліпідів у жировій тканині. Дія кортизолу на вуглеводний та ліпідний обмін урівноважується інсуліном, що має протилежний ефект та регулює нормальний рівень глюкози в крові. Кортизол стимулює синтез білків та нуклеїнових кислот у печінці та гальмує синтез білків та нуклеїнових кислот у м'язах, лімфоїдній та жировій тканинах та кістках. Кортизол пригнічує всмоктування кальцію в кишці, сприяє вивільненню кальцію з кісткової тканини та посилює виділення його з сечею. Кортизол, як і інші глюкокортикоїди, підвищує чутливість адренорецепторів до катехоламіну, підвищує пресорну дію ангіотензину II, знижує проникність капілярів, підтримує нормальний тонус артеріол та скоротливість міокарду. Кортизол стабілізує мембрани лізосом, інгібує синтез гіалуронідази та знижує синтез лімфокінів. Гормон має антипроліферативний ефект, обумовлений зниженням міграції моноцитів у осередок запалення та гальмуванням проліферації фібробластів. Кортизол пригнічує активність ферменту колагенази, що попереджує деструкцію кісткової тканини та хрящів при ревматоїдному артриті. Протиалергічна дія кортизолу обумовлена зменшенням кількості базофілів та прямим зменшенням синтезу і секреції медіаторів негайної алергічної реакції. Кортизол викликає інволюцію лімфоїдної тканини та розвиток лімфопенії, що приводить до імуносупресії.
Кортизол часто називають гормоном стресу, тому що концентрація цього гормону в крові значно підвищується при стресових ситуаціях, шоковому стані, травмах, важких інфекційних захворюваннях, інтоксикаціях, голодуванні, хірургічних операціях, а також при недостатності інсуліну.

## Порушення секреції кортизолу
При підвищенні секреції кортизолу, яке виникає внаслідок пухлини кори наднирників, пухлини гіпофізу або порушення утворення кортиколіберину в гіпоталамусі, виникає хвороба Іценка — Кушинга. Характерними симптомами цього захворювання є гіперглікемія, остеопороз, потоншення шкіри, утворення стрій на шкірі, зменшення м'язової маси, збільшення маси тіла, погане заживлення ран, пригнічення імунітету. При зниженні секреції кортизолу клітинами пучкової зони кори наднирників виникає Аддісонова хвороба, що характеризується гіпоглікемією, зменшується вміст глікогену в тканинах, знижується опірність організму до різних ушкоджувальних факторів та емоційного стресу, супроводжується появою бронзового забарвлення шкіри та слизових.

## Вплив на ожиріння
Надмірне виділення кортизолу в стресових ситуаціях спалює м'язи і зумовлює збільшення вісцерального жиру (великий живіт).

## Застосування
Кортизол застосовується в медицині під міжнародною назвою «Гідрокортизон» у вигляді таблеток, ампул, суспензії для парентерального застосування.
Застосовується гідрокортизон при гострих алергічних реакціях, астматичному статусі, гіпотензії та колапсі, геморагічному інсульті, гострій недостатності кори наднирників, гострій печінковій недостатності, отруєння кислотами, фторорганічними речовинами, хлором, хініном, укусах змій та скорпіонів, при кардіогенному, геморрагічному та анафілактичному шоці. Як замісна терапія гормон застосовується при аддісоновій хворобі. Для внутрішньосуглобового застосування препарат рекомендовано при реактивному синовіїті, ревматоїдному артриті, постравматичному остеоартрозі, подагричному артриті, бурситі, тендовагініті. Внутрішньошкірно препарат застосовується при келоїдних рубцях шкіри, інфільтративних та запальних ушкодженнях шкіри, псоріатичних бляшках, нейродерміті, дискоїдному червоному вовчаку, діабетичному ліпоїдному некробіозі, гніздовій алопеції та кистозних пухлинах сухожиль і апоневрозів. Місцево у вигляді нашкірної мазі застосовується при різноманітних запальних та алергічних захворюваннях шкіри немікробної етіології. У вигляді очної мазі гідрокортизон застосовується при алергічних кон'юнктивітах, блефаритах, кератитах, після хімічних та терміних опіків для відновлення прозорості рогівки, іритах, іридоциклітах, увеїтах, хоріоїдитах, симпатичній офтальмії, а також після офтальмологічних операцій.

## Визначення рівня кортизолу
Визначити рівень кортизолу у людини складно, оскільки рівень кортизолу в тканинах і рідинах організму людини в нормі змінюється в залежності від частоти циркадного ритму, з піком вранці, зниженням вдень і мінімумом вночі. Однак у деяких пацієнтів рівень кортизолу може бути нижчим або вищим за норму для певного часу доби, коли рівень кортизолу в нормі, що ускладнює клінічну інтерпретацію вимірювань кортизолу у цих пацієнтів, якщо зразок береться лише один раз на день.
Кортизол є ліпофільним (розчинним у жирах, а не у воді) і транспортується від надниркових залоз до тканин-мішеней як у вільній, так і у зв'язаній формі з білками транскортином (також відомим як глобулін, що зв'язує кортикостероїди) та альбуміном. Лише невелика частина загального кортизолу в організмі людини, яка не пов'язана з білками, має біологічну активність, тобто здатна, зокрема, впливати на глюкокортикоїдні рецептори клітин. Рівень кортизолу в сироватці крові зазвичай вимірює загальний рівень кортизолу, і ці результати можуть дати неправильну картину кортизолу у пацієнтів зі зміненою концентрацією кортизол-зв'язуючих білків у сироватці крові. Аналіз рівня кортизолу в слині дозволяє уникнути цієї проблеми, бо через гематослинний бар'єр може проходити тільки вільний кортизол. Частинки транскортину занадто великі, щоб пройти через цей бар'єр, який складається з шарів епітеліальних клітин слизової оболонки ротової порожнини і слинних залоз, і відносно невеликі молекули кортизолу вільно перетинають цей бар'єр і переходять з крові в слину.